# Le Flambeur
Pour les articles homonymes, voir The Gambler.
Pour plus de détails, voir Fiche technique et Distribution.
Le Flambeur (The Gambler)  est un film américain, réalisé par Karel Reisz, sorti en 1974.
Écrit par James Toback, le film est une adaptation très lointaine du roman Le Joueur de l'écrivain russe Fiodor Dostoïevski, publié en 1866. Il a pour principal interprète James Caan dans le rôle du joueur et personnage central Axel Freed. Il est considéré comme le meilleur film de la carrière de Karel Reisz, il est porté par la composition de James Caan, alors très en vogue, et  présent sur quasiment tous les plans. On y voit dans des petits rôles, deux acteurs devenus célèbres par la suite : James Woods et Antonio Fargas, le fameux 'Huggy les bons tuyaux" de "Starsky et Hutch".  On voit aussi Paul Sorvino dans un second rôle.
En décembre 2014 sort un remake réalisé par Rupert Wyatt intitulé The Gambler, avec Mark Wahlberg.

## Synopsis
Professeur de littérature, Alex Freed est prisonnier de son vice pour le jeu. Quand il a perdu tout son argent, il emprunte à sa petite amie, à sa mère. Quand ses proches ne lui sont plus d'aucune aide, il se tourne vers de dangereux malfrats avec qui il aura maille à partir. Malgré tout cela, il ne peut pas arrêter de jouer.

## Fiche technique
- Titre : Le Flambeur
- Titre original : The Gambler
- Réalisation : Karel Reisz
- Scénario : James Toback
- Photographie : Victor J. Kemper
- Montage : Roger Spottiswoode
- Musique : Jerry Fielding
- Direction artistique : Philip Rosenberg
- Costumes : Albert Wolsky
- Producteurs : Robert Chartoff et Irwin Winkler
- Société de production :  Paramount Pictures
- Société de distribution : Paramount Pictures (États-Unis), Cinema International Corporation (CIC)
- Pays de production :  États-Unis
- Langue : Anglais
- Format : Couleur (Eastmancolor) — 35 mm — 1,85:1 — Son : Mono
- Genre : Drame et thriller
- Durée : 111 minutes
- Dates de sortie : 
  - États-Unis : 2 octobre 1974 (New York City, New York) / 9 octobre 1974 (Los Angeles, Californie)
  - France : 5 mars 1975
  - Royaume-Uni : avril 1975

## Distribution
- James Caan (VF : Bernard Murat) : Axel Freed
- Paul Sorvino (VF : Jacques Dynam) : Hips
- Lauren Hutton (VF : Évelyn Séléna) : Billie
- Morris Carnovsky (VF : Henri Crémieux) : A. R. (Isaac en VF) Lowenthal
- Jacqueline Brookes (VF : Nathalie Nerval) : Naomi Freed
- Burt Young (VF : Guy Piérauld) : Carmine
- Carmine Caridi (VF : Jacques Richard) : Jimmy
- Vic Tayback (VF : Jean Michaud) : One
- Steven Keats (VF : Michel Bedetti) : Howie
- London Lee (VF : Jacques Degor) : Monkey
- M. Emmet Walsh (VF : Jacques Marin) : un joueur à Las Vegas
- James Woods (VF : Dominique Collignon-Maurin) : le banquier impoli
- Allan Rich (VF : Henri Djanik) : Bernie
- Antonio Fargas (VF : Robert Liensol) : le proxénète
- Sully Boyar (VF : Albert de Médina) : l'oncle Hy
- Richard Foronjy : Donny
- Frank Sivero : le chauffeur de Donny
- Patricia Fay (VF : Marcelle Lajeunesse) : la caissière de banque
- Dick Schaap (VF : Robert Ménard) : le présentateur des infos à la télé
- Chick Hearn (VF : Jacques Thébault) : le commentateur sportif à la radio